# Prix de la culture de la ville de Wurtzbourg
Le prix de la culture de la ville de Wurtzbourg est un prix honorifique annuel décerné par la ville de Wurtzbourg. Il est décerné à « une personne (ou un groupe d'artistes ou un ensemble) liée par sa naissance, sa vie ou son travail avec la ville de Würzburg, qui a excellé dans son travail artistique ou a apporté une contribution spéciale à la vie culturelle de la ville. »

## Récipiendaires
- 1965 : Friedrich Schnack, écrivain
- 1966 : Emy Roeder, sculptrice, peintre
- 1967 : Eugen Jochum, chef d'orchestre
- 1968 : Fritz Koenig, sculpteur
- 1970 : Günter Jena, organiste
- 1971 : Josef Versl, peintre
- 1972 : Hans Schädel, architecte
- 1973 : Luigi Malipiero, acteur, peintre
- 1974 : Otto Sonnleitner, sculpteur
- 1975 : Richard Rother, sculpteur
- 1976 : Heinrich Pleticha, écrivain
- 1977 : Wolfgang Lenz, peintre
- 1978 : Rudolf Köckert, musicien
- 1979 : Max Hermann von Freeden, directeur de musée
- 1980 : Werner Dettelbacher, écrivain
- 1981 : Yehuda Amichaï, poète
- 1984 : Willi Greiner, peintre
- 1985 : Siegfried Fink, percussionniste
- 1986 : Siegfried Koesler, chef de chœur
- 1987 : Waltraud Meier, chanteuse
- 1988 : Bertold Hummel, compositeur
- 1989 : Reinhard Dachlauer, sculpteur
- 1990 : Lothar C. Forster, sculpteur
- 1991 : Curd Lessig, peintre
- 1992 : Dieter Stein, peintre
- 1994 : Klaus Hinrich Stahmer, musicien, compositeur
- 1996 : Joachim Koch, sculpteur
- 1998 : Hans-Georg Noack, écrivain
- 2000 : Norbert Glanzberg, compositeur
- 2002 : Frank-Markus Barwasser, humoriste
- 2004 : Christian Kabitz, chef de chœur
- 2006 : Bernd Glemser, pianiste
- 2007 : Herbert Mehler, sculpteur
- 2009 : Jürgen Lenssen, référent culturel du diocèse de Wurtzbourg
- 2010 : Diana Damrau, chanteuse classique
- 2012 : Mathias Repiscus, metteur en scène et directeur de théâtre
- 2014 : Angelika Summa, sculptrice
- 2015 : Hans Ulrich Gumbrecht, professeur de littérature
- 2017 : Klaus Ospald, compositeur

## Source de la traduction
- (de) Cet article est partiellement ou en totalité issu de l’article de Wikipédia en allemand intitulé « Kulturpreis der Stadt Würzburg » (voir la liste des auteurs).